# Уест Дийн
Уест Дийн (на английски: West Dean) е село в Западен Съсекс, южна Англия. Населението му е около 481 души (2011).
Разположено е на 75 метра надморска височина в Хампшърския басейн, на 7 километра северно от центъра на Чичестър и на 24 километра североизточно от Портсмът.

## Известни личности
Родени в Уест Дийн
- Едуард Джеймс (1907 – 1984), меценат